# 安定宫
安定宫位于越南顺化市富润坊，是越法混合风格的阮朝宫殿，阮朝皇家举行迎宾和庆典活动的场所。越通社将安定宫誉为20世纪初越南古今合璧建筑流派的代表性工程。
安定宫原是阮朝同庆帝长子阮福宝嶹的府邸。1916年，阮福宝嶹即帝位，年号启定，将此宫殿改造得颇为辉煌壮丽，定名安定宫。1945年，爆发八月革命，阮朝保大帝退位，一度携家眷迁居于此。

## 历史
安定宫初名安定府，始建于1902年（成泰十四年），由同庆帝的长子——奉化公阮福宝嶹主持修建，作为宝嶹的府邸。1917年，已即位的宝嶹出资翻修安定府，并在1919年初完工，更名安定宫。1922年2月28日，安定宫成为东宫皇太子阮福永瑞（即后来的保大帝）的潜邸。1945年，爆发八月革命，保大帝退位，携家眷迁居于此。1954年，吴廷琰政权没收安定宫。1975年，慈宫皇太后将安定宫移交予越共革命政权。
两越统一后，安定宫陷入荒废，一度成为顺化大学的教授宿舍。2002年，安定宫划归顺化古都遗迹保护中心管理修缮。

## 建筑
安定宫占地面积23,463平方米，四周建有黄色砖墙，墙体厚0.5米，高1.8米，上方设铁栅栏。建筑群位于安旧河畔，整体坐北朝南，建有中立亭、启祥楼、九思台剧院、动物园、湖泊等大小工程；至今仅剩正门、中立亭、启祥楼三处完整保留。
启祥楼是安定宫的主建筑，为三层洋楼，亦混合顺化宫廷装饰风格：装饰图案包括罗曼式浮雕天使、北斗佩星，亦结合东方的龙凤、八宝等。启祥楼共22间房室，一层7间，二层8间，三层7间；一层装修颇为华丽，尤以大厅最为醒目，二层用于起居休憩，三层是慈宫太后居住和祭祀场所。启祥楼内的挂画描绘阮朝帝陵和顺化皇城景色。正门以顺化宫廷传统建筑风格的花纹和剪瓷雕装饰，中立亭位居启祥楼和正门之间。
安定宫现今开放参观，为顺化市旅游景点之一。内部展出保大帝和启定帝的家具、餐具等个人用品，亦设置展板介绍保大帝和南芳皇后生平。

## 图集

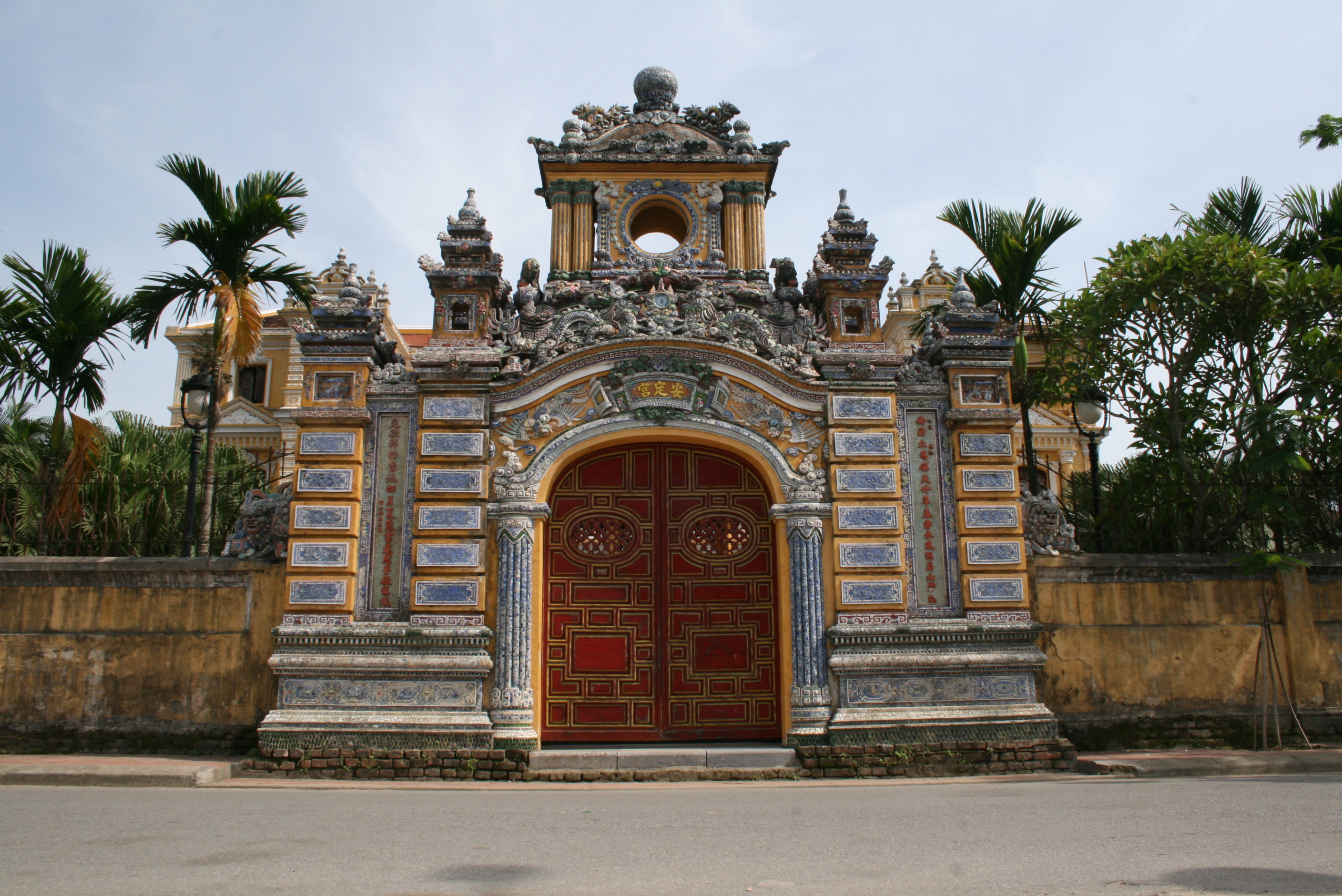
正门
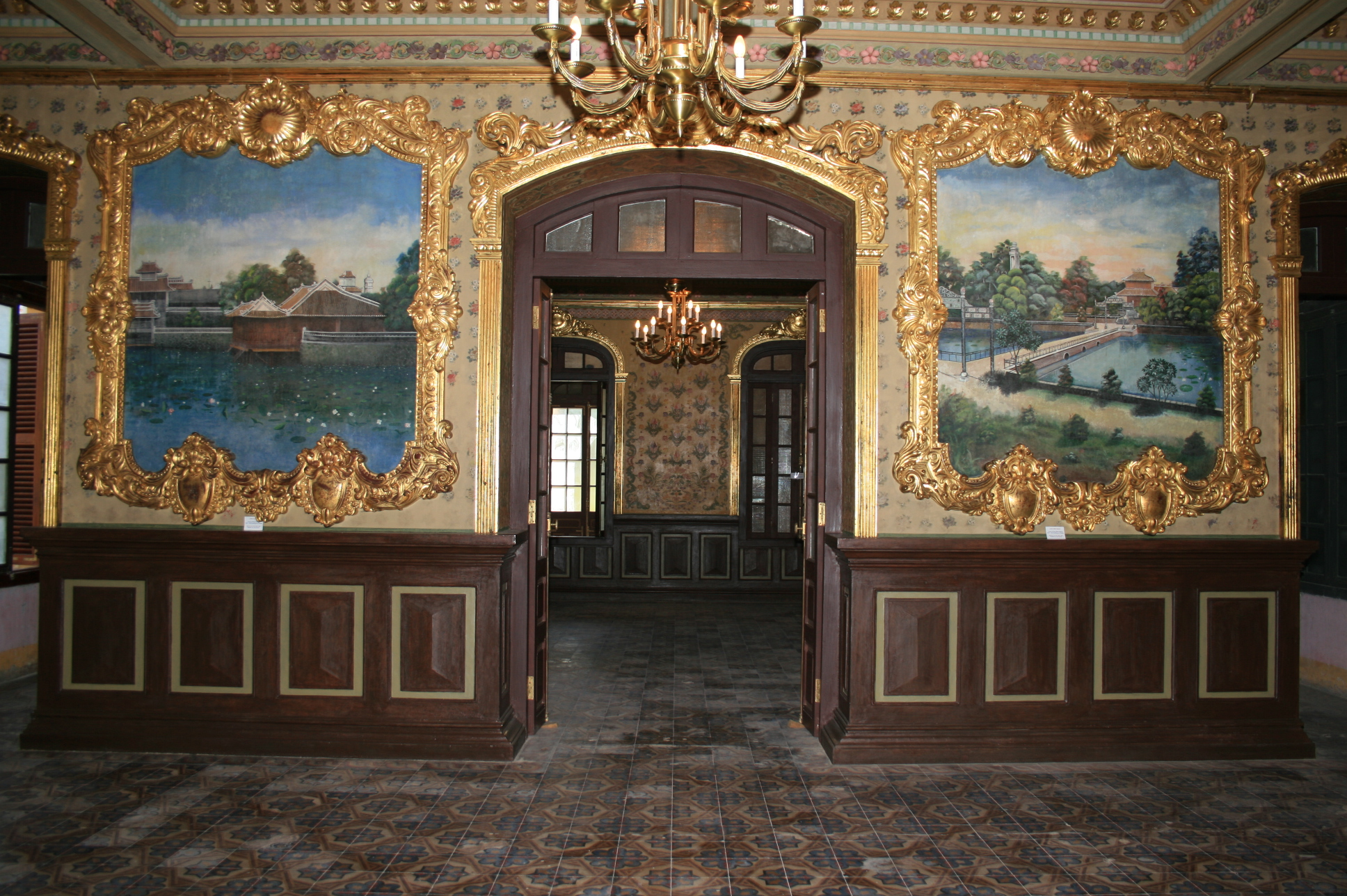
启祥楼的壁画和挂画
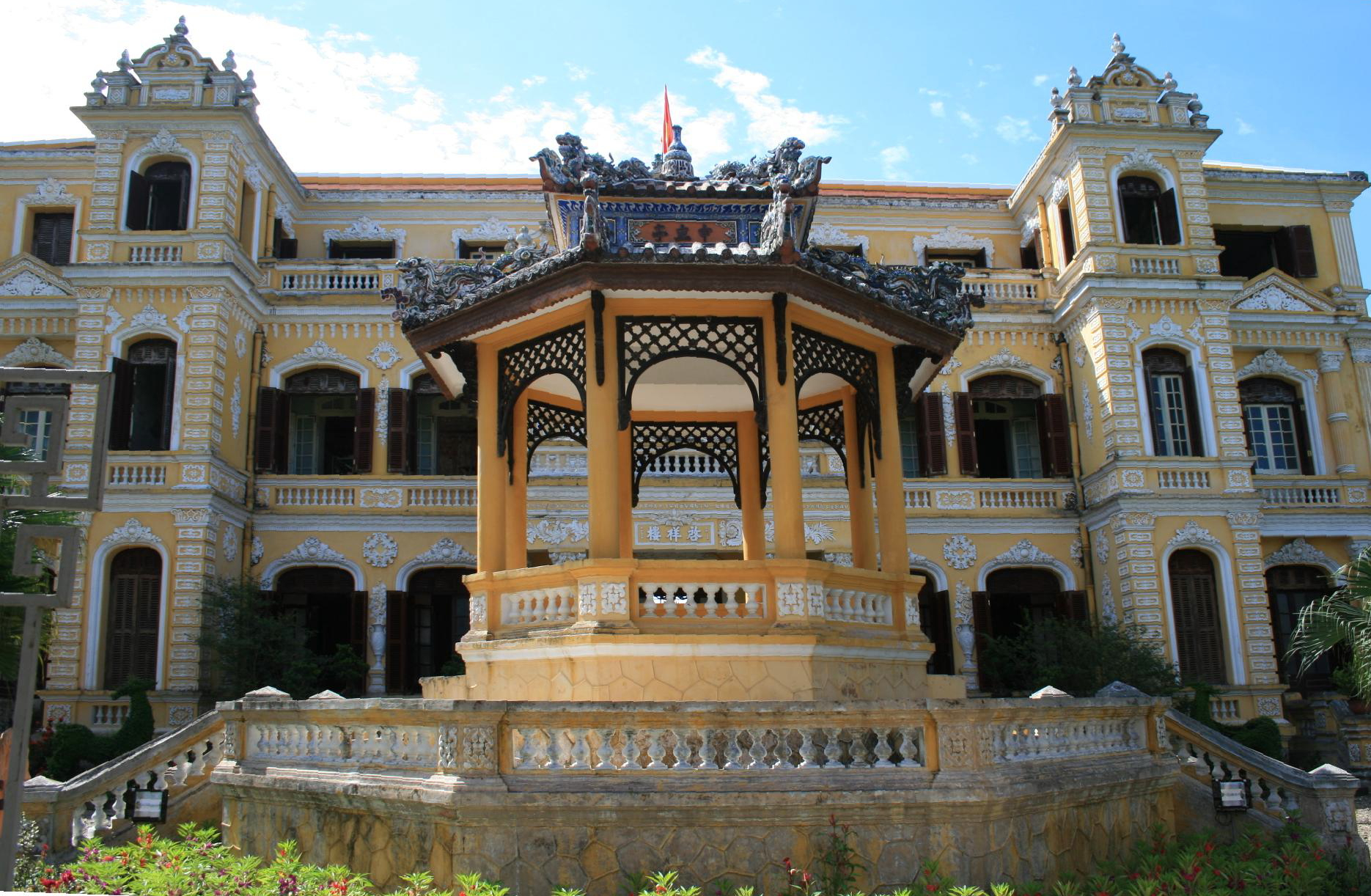
中立亭
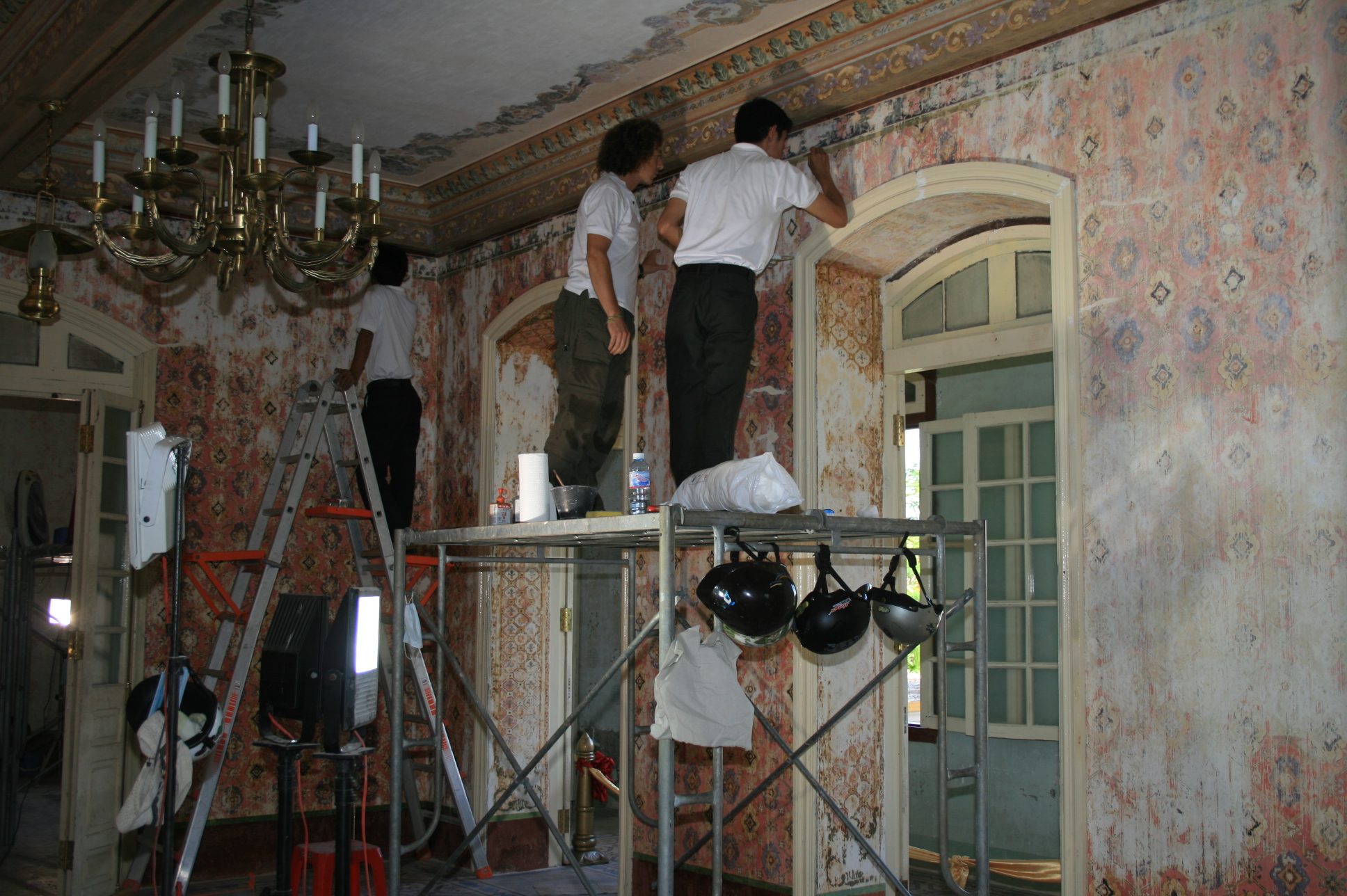
工人修复启祥楼壁画，摄于2008年